# Max Schreck
Friedrich Gustav Max Schreck (Berlín, 6 de septiembre de 1879 - Múnich, 20 de febrero de 1936), conocido como Max Schreck, fue un actor de teatro y cine alemán, célebre por su papel protagonista como el Conde Orlok en la película del director F. W. Murnau Nosferatu, eine Symphonie des Grauens (1922).

## Biografía
Max Schreck nació en Berlín-Friedenau el 6 de septiembre de 1879. Seis años más tarde su padre compró una casa en la comunidad rural independiente de Friedenau, entonces parte del distrito de Teltow.
El padre de Schreck no aprobaba el entusiasmo cada vez mayor de su hijo por el teatro. Su madre le proporcionó dinero al niño, que él usó en secreto para recibir lecciones de actuación, aunque solo después de la muerte de su padre asistió a la escuela de teatro. Después de graduarse, viajó brevemente por todo el país con el poeta y dramaturgo Demetrius Schrutz.
Schreck tuvo compromisos en Mulhouse, Meseritz, Espira, Rudolstadt, Erfurt y Weißenfels, y su primera estancia prolongada en el Teatro Gera. Siguieron mayores compromisos, especialmente en Fráncfort del Meno. De allí pasó a Berlín para Max Reinhardt y al Munich Kammerspiele para Otto Falckenberg.
Schreck recibió su formación en el Berliner Staatstheater (Teatro Estatal de Berlín), completándola en 1902. Debutó en el escenario en Meseritz y Speyer, y luego realizó una gira por Alemania durante dos años, apareciendo en teatros en Zittau, Erfurt, Bremen, Lucerna, Gera y Fráncfort del Meno. Schreck luego se unió a la compañía de artistas de Max Reinhardt en Berlín. Muchos miembros de la compañía de Reinhardt hicieron contribuciones significativas a la industria cinematográfica alemana.

## Carrera

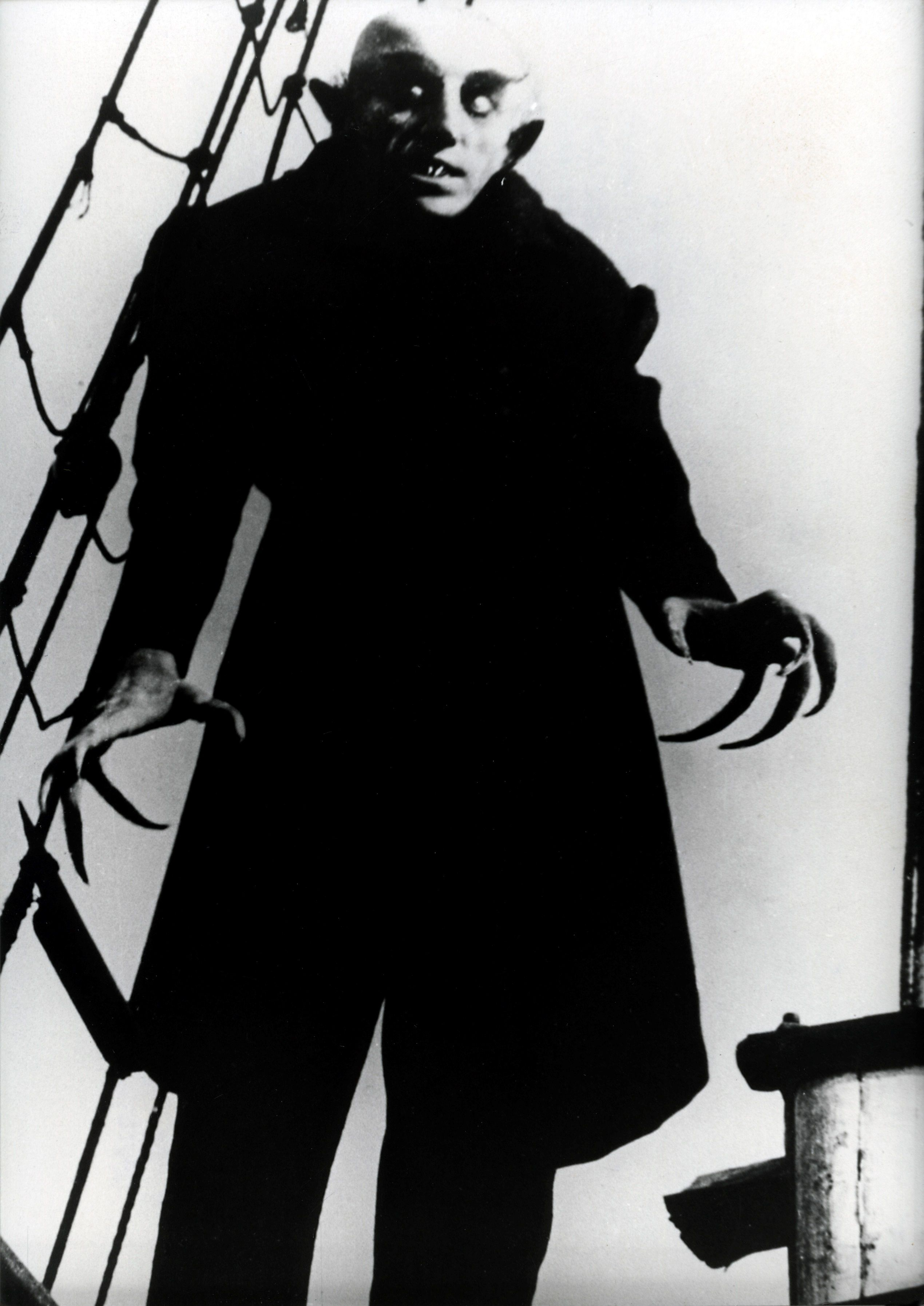
Schreck como el Conde Orlok.

Durante tres años, entre 1919 y 1922, Schreck actuó en el Kammerspiele de Múnich, incluyendo un papel en la producción expresionista del debut de Bertolt Brecht, Tambores en la noche, en la que interpretó al propietario del espectáculo de fenómenos. Durante este tiempo, también trabajó en su ópera prima El alcalde de Zalamea, adaptación de una obra de teatro en seis actos, para Decla Bioscop.
En 1921 la productora Prana Film lo contrató para su primera y única producción, Nosferatu (1922), una adaptación sin licencia de la novela Drácula de Bram Stoker. La compañía se declaró en bancarrota después del estreno de la película para evitar pagar costos de infracción de derechos de autor a la viuda del autor, Florence Balcombe. En esa película Schreck interpretó al icónico Conde Orlok, un personaje análogo al Conde Drácula.
Mientras aún estaba en Múnich, Schreck apareció en una comedia surrealista escrita por Bertolt Brecht con los actores de cabaret y teatro Karl Valentin, Liesl Karlstadt, Erwin Faber y Blandine Ebinger, titulada Mysterien eines Friseursalons (Misterios de una barbería, 1923), dirigida por Erich Engel. Hizo el papel de un ciego en la película The Street (también de 1923). 
La segunda colaboración de Schreck con el director de Nosferatu Friedrich Wilhelm Murnau fue la comedia Die Finanzen des Grossherzogs (Las finanzas del gran duque, 1924). Incluso Murnau no dudó en declarar su desprecio por esta película. En 1926, Schreck regresó al Kammerspiele de Múnich aunque continuó actuando en películas, sobreviviendo al advenimiento del sonido hasta 1936, cuando murió de insuficiencia cardíaca.

## Vida personal
Estaba casado con la actriz Fanny Norman, quien al parecer en algunas películas apareció como Fanny Schreck aunque no ha sobrevivido ninguna hasta la actualidad. 
Uno de los contemporáneos de Schreck recordó que era un solitario con un sentido del humor inusual y habilidad para interpretar personajes grotescos. También informó que vivía en un "mundo remoto e incorpóreo" y que a menudo pasaba el tiempo caminando por los bosques.
Hubo rumores en la época de Nosferatu, y  que se mantuvieron durante muchos años después, de que Schreck en realidad no existía y era un seudónimo del conocido actor Alfred Abel.

## Muerte
El 19 de febrero de 1936, Schreck acababa de interpretar al Gran Inquisidor en la obra Don Carlos, en sustitución de actor Will Dohm. Esa noche se sintió mal y el médico lo envió al hospital donde falleció temprano al día siguiente de un infarto agudo de miocardio. 
En su obituario se elogió especialmente su interpretación del papel principal en la obra de Molière El avaro. 
Fue enterrado el 14 de marzo de 1936 en Wilmersdorfer Waldfriedhof Stahnsdorf en Brandemburgo.